# Чачънгсао
 Тази статия е за града в Тайланд.  За провинцията вижте Чачънгсао (провинция).  За окръга вижте Чачънгсао (окръг).
Чачънгсао (на тайски: เทศบาลเมืองฉะเชิงเทรา, [t͡ɕʰàʔ.t͡ɕʰɤ̄ːŋ.sāw]) е град в централен Тайланд, административен център на провинция Чачънгсао. Населението му е около 40 000 души (2014).
Разположен е на 6 метра надморска височина в Менамската низина, на десния бряг на река Бангпаконг и на 62 километра източно от центъра на Банкок. Селището е основано през 1549 година от владетелите на Аютая като център за набиране на войници от района. Днес там се намира един от трите автомобилни завода на японския производител „Тойота“.